# Campus Fesztivál
A Campus Fesztivál debreceni könnyűzenei rendezvény, amelyet minden év júliusában rendeznek meg. Hivatalosan Campus Fesztivál néven először 2007-ben szerepelt, előtte 2002 és 2006 között Vekeri-tó fesztivál volt. 2007-ben Debrecen megnyerte az EFOTT fesztivál szervezési jogát, így inkább ezt a rendezvényt szerették volna a Vekeri-tónál rendezni, és ekkor került át a Vekeri-tó fesztivál a debreceni Nagyerdőbe, így pedig megkapva új nevét, a Campus Fesztivált. A fesztivált kísérő rendezvény a Campus Olimpia, ahol három sportágban – kispályás labdarúgás, kosárlabda, strandröplabda – szerveznek versenyeket.
2014-ben a rendezvénynek több mint hetvenezer résztvevője volt, ami rekordot jelentett a fesztivál történetében. 2015-ben már nyolcvanötezer, 2016-ban kilencvennyolcezren fesztiváloztak.
A fesztivál minden évben több külföldi híres fellépőt is kínál a programlistán, többek között lépett már fel a fesztiválon a Rasmus, a Madcon, az Apocalyptica, DJ Antoine, Clean Bandit, Jess Glynne, az ír Therapy? a holland Kensigton, a brit Prodigy, a dán Lukas Graham, az afrikai AKON, a német Scooter és Robin Schulz, a francia ZAZ, az amerikai Limp Bizkit és a szintén amerikai Dog Eat Dog.
2017-ben az EFFE (Europe for Festivals, Festivals for Europe) a legmagasabb szintű minősítést adta a rendezvénynek.